# Felix Lichnowsky
Felix Maria Vinzenz Andreas Lichnowsky (ur. 5 kwietnia 1814 w Wiedniu, zm. 18 września 1848 we Frankfurcie nad Menem) – pruski oficer i polityk.

## Życie
Uczęszczał do gimnazjum w Opawie. W latach (1830–1832) studiował prawo na uniwersytecie w Ołomuńcu, następnie służył w wojsku pruskim w Prudniku. Z armii odszedł na własną prośbę. W 1837 wyjechał do Hiszpanii, gdzie brał czynny udział w pierwszej wojnie karlistów (1833–1840). W 1840 był adiutantem hiszpańskiego pretendenta do tronu Don Carlosa, a później oficerem podczas wojny domowej w Portugalii.
Felix Lichnovsky był bliskim przyjacielem Ferenca Liszta, który korespondował z nim i kilkakrotnie przebywał w jego pałacach w Krzyżanowicach i Hradcu nad Moravicí. Przyjaźnił się również z polską arystokracją m.in. z Branickim i Zygmuntem Krasińskim.
W 1846 został wybrany posłem z powiatu raciborskiego do parlamentu pruskiego, a w 1848 uzyskał mandat do Parlamentu frankfurckiego. Przyczynił się również do rozbudowy kolei żelaznej na linii Koźle-Racibórz-Chałupki.
18 września 1848 Lichnowsky został zamordowany we Frankfurcie nad Menem przez rozwścieczony tłum. Pochowano go w rodzinnym grobowcu w kościele w Hradcu nad Moravicí.

## Publikacje
- Wspomnienia z lat 1837, 1838 i 1839,
- Portugalia. Wspomnienia z roku 1842.